# インフォメーションアワー「産業の夕」
『インフォメーションアワー「産業の夕」』（インフォメーションアワー・さんぎょうのゆうべ）は、NHKラジオ第1放送で1948年度から1952年度にかけて生放送された経済の情報番組である。
同番組はGHQから、日本の占領政策を「民主化と非軍事化」から「日本の経済再建」にシフトされたのをきっかけに、GHQ民間情報教育局の指導により経済・生活関連の情報番組を集中的に編成され、民主主義の啓発と産業復興を促すためのキャンペーン要素が強い内容で放送され、経済の最新事情について、アナウンサーが直接取材した模様や、ミニラジオドラマなどを交えて詳しく解説していた。その他に「新しい農村」「労働の時間」「社会の窓」「ローカルショー」「家庭の話題」「時の動き」がほぼ毎日日替わりで生放送された。
放送番組センターの放送ライブラリーには、1948年12月16日に生放送された第48回・「自転車工業」をテーマにした内容のカセットテープが唯一保存されている。これは2023年10月22日11:00-11:50に生放送されたNHK-FM放送『伊集院光の百年ラヂオ」で一部抜粋して放送された。

## 出演者
- 宮田輝（司会進行）
- 吉田雅子
- 太宰久雄
- 梅沢喜久子
- 真弓田一夫
- 須永宏
- 高島陽